# François Alexandre Frédéric de La Rochefoucauld-Liancourt
François XII. Alexandre Frédéric, vévoda de La Rochefoucauld-Liancourt (11. ledna 1747, La Roche-Guyon – 27. března 1827, Paříž) byl francouzský vévoda, politik, sociální reformátor a podnikatel.

## Životopis
Jeho otec byl François-Armand de la Rochefoucauld de Roye, vévoda d'Estissac. Po škole sloužil v královské armádě. V roce 1764 se oženil s Félicité Sophie de Lannion. Nejprve používal titul hrabě de Rochefoucauld, od roku 1765 byl po otcem vévodou de Liancourt. Během své kavalírské cesty navštívil mezi lety 1765–1766 Itálii. V roce 1769 navštívil Anglii a studoval tam místní zemědělské metody. Po návratu domů vytvořil poblíž svého zámku v dnešním departementu Yvelines modelovou farmu. V Chalons založil odbornou školu, ze které se později stala École national supérieure d'arts et métiers.
Rochefoucauld-Liancourt byl od roku 1770 plukovníkem a majitelem dragounského pluku. V roce 1781 se stal brigádním generálem královské armády u dragounské jednotky. Stal se také rytířem Řádu svatého Ludvíka. Po smrti svého otce se stal vévodou d'Estissac. Stejně jako jeho otec zastával u dvora úřad velmistra královské garderoby. V roce 1786 doprovázel Ludvíka XVI. na jeho cestě do Cherbourgu.
V 80. letech 18. století byl hostem různých salonů v Paříži a byl členem politického diskusního kruhu Skupina třiceti. V roce 1789 byl zvolen zástupcem šlechty za Clermont-en-Beauvaisis do generálních stavů. Zde patřil ke skupině liberálních šlechticů. V červnu 1789 však hned nepřestoupil do tábora třetího stavu. Tvrdil, že k přechodu do Ústavodárného shromáždění by potřeboval nový mandát.
V červenci působil jako prostředník mezi Národním shromážděním a Ludvíkem XVI., mj. informoval krále o dobytí Bastily.
Později byl Rochefoucauld-Liancourt členem Národního shromáždění a byl nějakou dobu jeho předsedou. Prosazoval královské veto. Zabýval se především reformami vnitřní správy, financí a policie. Dne 4. měl srpna hlavní podíl na rozhodnutí o zrušení feudálního systému. Později se staral o sociální otázky a psal zprávy pro příslušné výbory o nemocničním a chudinském systému. Zasazoval se o reformy vězeňství a zrušení trestu smrti.
Patřil ke Klubu 1789, později k Jakobínskému klubu a poté k feuillantům. V roce 1791 získal velké množství znárodněného majetku z klášterů poblíž svého zámku.
Poté, co byl dne 10. srpna 1792 jeho bratranec Louis-Alexandre La Rochefoucauld zavražděn během útoku na Tuilerijský palác, odešel do exilu do Velké Británie. Od té doby byl také držitelem titulu vévoda de Rochefoucauld. V letech 1794-1797 cestoval po Spojených státech a Kanadě. Zde bedlivě pozoroval místní hospodářský život, politické struktury a sociální instituce. Popis z této cesty vydal v šesti dílech.
Po Brumairovém převratu se vrátil do Francie. Přestože ho Napoleon lákal so svých služeb, nikdy úřad nepřijal. Přijal pouze členství v Řádu čestné legie. Místo toho se snažil převést do praxe zkušenosti ze svých cest. Během revoluce přišel o svůj vlastní majetek vyvlastněním. Zůstal však majetkem jeho manželky, která se od něj oddělila jen naoko. Na tom postavil velké přádelny bavlněné příze podle anglického vzoru. Ve Francii také zavedl očkování proti neštovicím. Za vlády Sto dní byl poslancem. Po restauraci byl členem komory pairů. V roce 1816 byl členem komise pro nemocniční systém. Byl také aktivní ve Sdružení pro křesťanskou morálku, vedl kampaň za zrušení otroctví a zastával různé další funkce. Kvůli svým liberálním názorům o tyto posty opět přišel. Založil první spořitelnu ve Francii. To byl výchozí bod Groupe Caisse d'Epargne.
V roce 1804 se stal dopisujícím členem Francouzské akademie věd v Paříži.